# Osamu Miura
Osamu Miura (三浦 修 Miura Osamu?), född 24 juni 1989 i Hokkaido prefektur, är en japansk fotbollsspelare.
Miura började sin karriär 2012 i Gainare Tottori. 2014 flyttade han till Nara Club. Efter Nara Club spelade han för Arterivo Wakayama.